# NGC 1106
NGC 1106 (również PGC 10792 lub UGC 2322) – galaktyka soczewkowata (S0), znajdująca się w gwiazdozbiorze Perseusza. Odkrył ją John Herschel 18 września 1828 roku.